# Callichroma gounellei
Callichroma gounellei là một loài bọ cánh cứng trong họ Cerambycidae.